# Medalha de Honra IEEE
A Medalha de Honra IEEE (lê-se "I três E") é a mais destacada condecoração do Instituto de Engenheiros Eletricistas e Eletrônicos (IEEE). Tem sido concebida desde 1917, quando seu primeiro recebedor foi o Major Edwin H. Armstrong. Tem sido dada por uma contribuição especial ou uma carreira extraordinária nos campos de interesse da IEEE. A premiação consiste em uma medalha de ouro, uma réplica de bronze, um certificado e um honorário. A medalha de honra só pode ser dada a um indivíduo.
A medalha foi originalmente fundada pelo Instituto de Engenheiros de Rádio (IRE) como o IRE Medal of Honor. Se tornou a medalha de honra do IEEE quando o  IRE surgiu com o Instituto Americano de Engenheiros Eletricistas (AIEE) parar formar o IEEE em 1963.

## Agraciados[1]
- 1917 - Edwin Armstrong
- 1918 -  Não houve premiação
- 1919 - Ernst Alexanderson
- 1920 - Guglielmo Marconi
- 1921 - Reginald Fessenden
- 1922 - Lee De Forest
- 1923 - John Stone Stone
- 1924 - Michael Pupin
- 1926 - Greenleaf Whittier Pickard
- 1927 - Louis Winslow Austin
- 1928 - Jonathan Zenneck
- 1929 - George Washington Pierce
- 1930 - Peder Oluf Pedersen
- 1931 - Gustave-Auguste Ferrié
- 1932 - Arthur Edwin Kennelly
- 1933 - John Ambrose Fleming
- 1934 - Stanford Caldwell Hooper
- 1935 - Balthasar van der Pol
- 1936 - George Ashley Campbell
- 1937 - Melville Eastham
- 1938 - John Howard Dellinger
- 1939 - Albert G. Lee
- 1940 - Lloyd Espenschied
- 1941 - Alfred Norton Goldsmith
- 1942 - Albert Hoyt Taylor
- 1943 - William Wilson
- 1944 - Haraden Pratt
- 1945 - Harold Henry Beverage
- 1946 - Ralph Hartley
- 1947 -  Não houve premiação
- 1948 - Lawrence Christopher Frank Horle
- 1949 - Ralph Bown
- 1950 - Frederick Terman
- 1951 - Vladimir Zworykin
- 1952 - Walter Ransom Gail Baker
- 1953 - John Milton Miller
- 1954 - William Littell Everitt
- 1955 - Harald Trap Friis
- 1956 - John Vincent Lawless Hogan
- 1957 - Julius Adams Stratton
- 1958 - Albert Hull
- 1959 - Emory Leon Chaffee
- 1960 - Harry Nyquist
- 1961 - Ernst Guillemin
- 1962 - Edward Appleton
- 1963 - George Clark Southworth
- 1964 - Harold Alden Wheeler
- 1965 - Não houve premiação
- 1966 - Claude Shannon
- 1967 - Charles H. Townes
- 1968 - Gordon Kidd Teal
- 1969 - Edward Ginzton
- 1970 - Dennis Gabor
- 1971 - John Bardeen
- 1972 - Jay Wright Forrester
- 1973 - Rudolf Kompfner
- 1974 - Rudolf Kalman
- 1975 - John Robinson Pierce
- 1976 - Não houve premiação
- 1977 - Henry Earle Vaughan
- 1978 - Robert Noyce
- 1979 - Richard Bellman
- 1980 - William Bradford Shockley
- 1981 - Sidney Darlington
- 1982 - John Tukey
- 1983 - Nicolaas Bloembergen
- 1984 - Norman Foster Ramsey
- 1985 - John Roy Whinnery
- 1986 - Jack Kilby
- 1987 - Paul Christian Lauterbur
- 1988 - Calvin Quate
- 1989 - Chandra Kumar Patel
- 1990 - Robert Gray Gallager
- 1991 - Leo Esaki
- 1992 - Amos Edward Joel
- 1993 - Karl Johan Åström
- 1994 - Alfred Yi Cho
- 1995 - Lotfali Askar-Zadeh
- 1996 - Robert Metcalfe
- 1997 - George Heilmeier
- 1998 - Donald Pederson
- 1999 - Charles Concordia
- 2000 - Andrew Grove
- 2001 - Herwig Kogelnik
- 2002 - Herbert Kroemer
- 2003 - Nick Holonyak
- 2004 - Tadahiro Sekimoto
- 2005 - James Flanagan
- 2006 - James Meindl
- 2007 - Thomas Kailath
- 2008 - Gordon Moore
- 2009 - Robert Heath Dennard
- 2010 - Andrew Viterbi
- 2011 - Morris Chang
- 2012 - John LeRoy Hennessy
- 2013 - Irwin Mark Jacobs[2]
- 2014 - Jayant Baliga
- 2015 - Mildred Dresselhaus
- 2016 - Dave Forney
- 2017 - Kees Schouhamer Immink[3]
- 2018 - Bradford Parkinson
- 2019 - Kurt Petersen
- 2020 - Chenming Hu
- 2021 - Jacob Ziv